# Världsmästerskapet i bandy för herrar 2009
Världsmästerskapet i bandy för herrar 2009 var det 29:e världsmästerskapet i bandy för herrar och spelades i Sverige under perioden 18-25 januari 2009. Invigning skedde den 18 januari 2009. Både A-gruppen och B-gruppen spelades samtidigt och på samma plats, men B-gruppen startade tre dagar senare. De fyra bästa i A-gruppen gick vidare till semifinaler. 6:an i A-gruppen möter 1:an i B-gruppen, där vinnaren spelar i A-gruppen 2010.
Sverige besegrade Ryssland med 6-1 i finalmatchen och erövrade för nionde gången världsmästartiteln, medan Finland vann bronsmedaljerna genom att slå Kazakstan med 7-5 i matchen om tredje pris medan Norge slutade på femte plats. Vitryssland, som slutade sist i grupp A, mötte USA, som vann grupp B, i en avgörande match om vilket lag som spelar i världsmästerskapets A-grupp 2010. För femte turneringen i rad vann Vitryssland över USA i kvalificeringsmatchen.

## Anläggningar

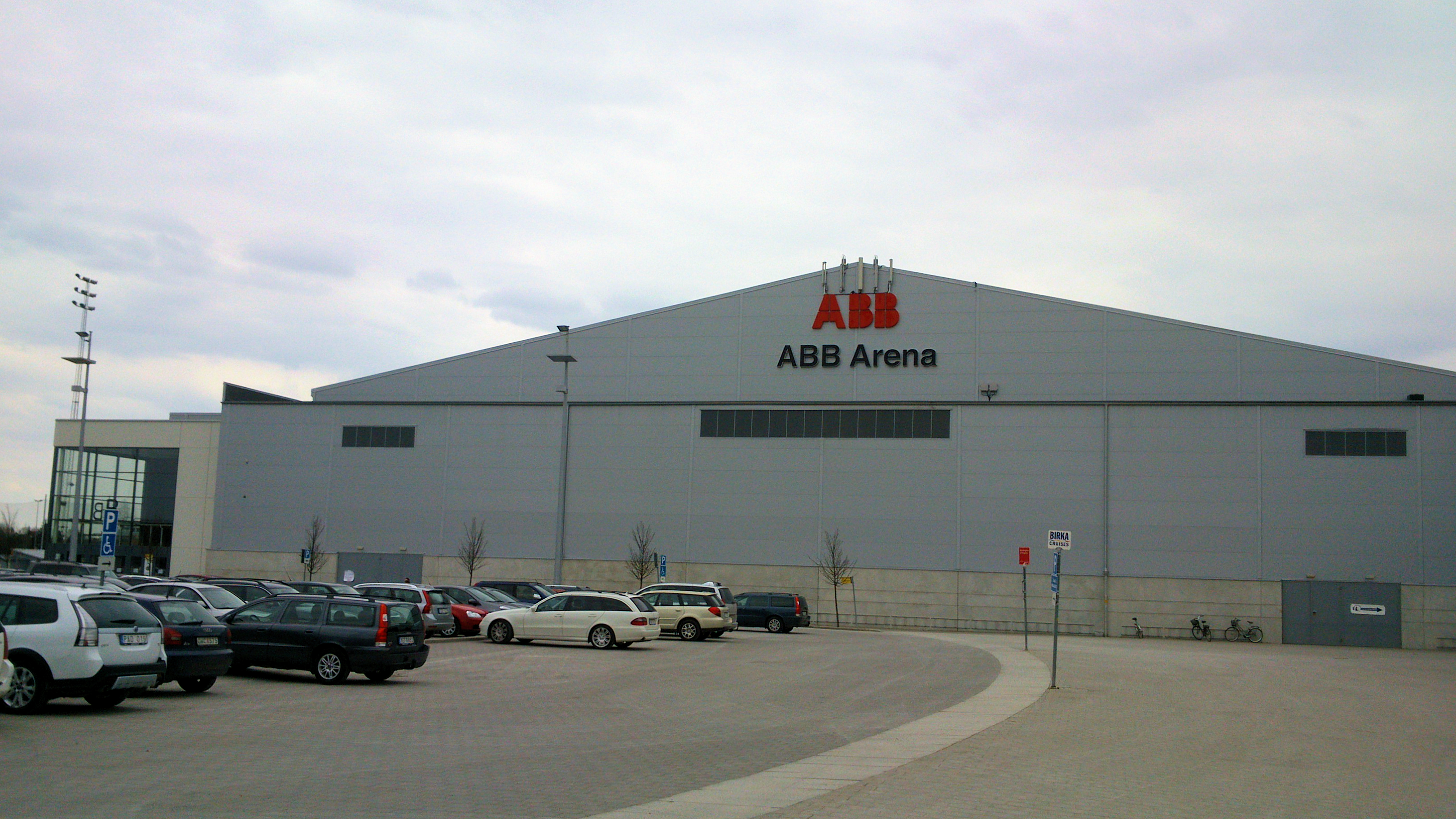
ABB Arena Syd i Västerås, Sverige.

- ABB Arena, Västerås
- Hakonplan Rocklunda IP, Västerås[1]
- Bergshamra IP, Solna
- Eskilstuna Isstadion, Eskilstuna
- Studenternas IP, Uppsala
- Zinkensdamms IP, Stockholm

## Spelorter
Västerås var huvudort för världsmästerskapet 2009. Huvuddelen av A-gruppens matcher spelades i ABB Arena Syd. B-gruppens matcher spelades både i ABB Arena samt på Hakonplan, som ligger alldeles intill ABB Arena på Rocklunda IP. Totalt spelades 44 matcher i turneringen, varav fyra spelades utanför Västerås..

## Spelform
Antalet spelare per match var 17 stycken per lag. Matchtiden var 2 x 45 minuter för A-gruppen och 2 x 30 minuter för B-gruppen.
1. Turneringen avgörs genom en gruppspelsomgång där alla lagen möts en gång. Därefter tar semifinalspel vid där lagen möts som placerat som nummer 1—4 och 2—3.
2. Vid oavgjort resultat avgörs matchen genom straffslagstävling. Varje lag inleder med 5 straffar slagna av olika straffläggare. Är det fortfarande lika efter dessa straffar skjuter varje lag en straff i taget till dess att vinnare kan koras. Målvakterna får ej slå straffar annars är det olika straffläggare. I gruppspelet räknas resultatet efter 90 eller 60 minuter.
3. Vinnande lag efter full tid, 90 eller 60 minuter, får två poäng. Oavgjort ger en poäng. Förlust noll poäng.
4. Antalet poäng är avgörande för placering i gruppspelet.
5. Är antalet poäng lika mellan två lag i gruppspelet avgör dessa inbördes möte mellan lagen. Om det blivit oavgjort avgör straffslagen.
6. Är antalet poäng lika mellan tre lag i gruppspelet avgör målskillnaden efter 90 eller 60 minuter i matcherna mellan de tre lagen. Är målskillnaden lika avgör flest gjorda mål. Om ett lag kan urskiljas av dessa tre avgör resultatet mellan de återstående två lagen deras inbördes placering i gruppspelet.
7. Är antalet poäng lika för fyra lag avgör målskillnaden i första hand och i andra hand flest gjorda mål i matcherna mellan dessa fyra lag i deras inbördes möten efter 90 eller 60 minuter. Om målskillnaden är lika för två av lagen se punkt två och fem ovan.
8. Om placering fortfarande inte kan avgöras räknas målskillnaden från alla matcher i gruppspelet. Lag som erhållit placering från någon av ovanstående regler har sin placering men resultaten från matcher med dessa lag räknas in i den totala målskillnaden för alla lag.
9. Om placering ändå inte kan avgöras vidtar lottning.
10. Alla matcher efter gruppspelet ska spelas så att ett avgörande sker. År det oavgjort efter full tid, 90 eller 60 minuter, ska matchen avgöras med sudden death, eller första målet vinner, i en förlängning om maximalt 2 x 15 minuter. Är resultatet fortfarande oavgjort vidtar straffslagning. Varje lag inleder med 5 straffar slagna av olika straffläggare. Är det fortfarande lika efter dessa straffar skjuter varje lag en straff i taget till dess att vinnare kan koras. Målvakterna får ej slå straffar annars är det olika straffläggare.

## Kvalificerade nationer
Asien
- Kazakstan
- Mongoliet

Europa
- Estland
- Finland
- Lettland
- Nederländerna
- Norge
- Ryssland
- Sverige
- Ungern
- Vitryssland

Nordamerika
- Kanada
- USA

## A-gruppen
Matchstart avsåg lokal tid Sverige, UTC + 1
| Lag         | M | V | O | F | GM | IM | +/- | P |
| ----------- | - | - | - | - | -- | -- | --- | - |
| Sverige     | 5 | 4 | 1 | 0 | 42 | 12 | +30 | 9 |
| Ryssland    | 5 | 4 | 1 | 0 | 63 | 9  | +54 | 9 |
| Finland     | 5 | 3 | 0 | 2 | 29 | 25 | +4  | 6 |
| Kazakstan   | 5 | 2 | 0 | 3 | 20 | 32 | -12 | 4 |
| Norge       | 5 | 1 | 0 | 4 | 11 | 51 | -40 | 2 |
| Vitryssland | 5 | 0 | 0 | 5 | 16 | 52 | -36 | 0 |

Matchtid: 2 x 45 minuter för A-gruppen.
| Söndag 18 januari 2009 12:00 ABB Arena | Ryssland – Norge 19–0 (7–0) |
| Söndag 18 januari 2009 12:00 ABB Arena | 1-0 S. Obuchov, 2-0 I. Maksimov, 3-0 M. Sveshnikov, 4-0 A. Tjukavin, 5-0 J. Ivanusjkin, 6-0 Y. Vikulin, 7-0 P. Ryazantsev, 8-0 S. Lomanov, 9-0 S. Obuchov, 10-0 D. Kriushenkov, 11-0 M. Svesjnikov, 12-0 M. Svesjnikov, 13-0 S. Lomanov, 14-0 P. Ryazantsev, 15-0 S. Obuchov, 16-0 S. Obuchov, 17-0 J. Ivanusjkin, 18-0 J. Ivanusjkin, 19-0 D. Kriushenkov. |

| Söndag 18 januari 2009 15:45 ABB Arena | Sverige – Finland 8–1 (2–0) |
| Söndag 18 januari 2009 15:45 ABB Arena | 1-0 P. Hellmyrs, 2-0 C. Edlund, 3-0 J. Hedqvist, 4-0 A. Östling, 5-0 P. Nilsson, 6-0 A. Westh, 7-0 C. Edlund, 8-0 J. Hedqvist, 8-1 M. Kumpuoja. |

| Söndag 18 januari 2009 19:00 ABB Arena | Kazakstan – Vitryssland 7–5 (6–3) |
| Söndag 18 januari 2009 19:00 ABB Arena | 1-0 A. Kovaljov, 2-0 L. Bedarev, 3-0 V. Bronnikov, 4-0 R. Issalijev, 4-1 A. Botvenkov, 5-1 R. Issalijev, 6-1 A. Zagarskiy, 6-2 S. Cherneckiy, 6-3 S. Cherneckiy, 7-3 V. Bronnikov, 7-4 A. Zibarev, 7-5 E. Chvalko. |

| Måndag 19 januari 2009 13:00 ABB Arena | Ryssland – Vitryssland 14–2 (7–2) |
| Måndag 19 januari 2009 13:00 ABB Arena | 1-0 S. Shaburov, 2-0 J. Ivanusjkin, 3-0 P. Ryazantsev, 3-1 E. Chvalko, 3-2 E. Chvalko, 4-2 S. Lomanov, 5-2 S. Obuchov, 6-2 S. Obuchov, 7-2 S. Obuchov, 8-2 J. Ivanusjkin, 9-2 J. Ivanusjkin, 10-2 S. Shaburov, 11-2 S. Obuchov, 12-2 D. Starikov, 13-2 P. Ryazantsev, 14-2 S. Lomanov. |

| Måndag 19 januari 2009 16:30 ABB Arena | Finland – Norge 5–0 (3–0)                                                              |
| Måndag 19 januari 2009 16:30 ABB Arena | 1-0 V. Aaltonen, 2-0 S. Laakkonen, 3-0 V. Aaltonen, 4-0 S. Laakkonen, 5-0 M. Kumpuoja. |

| Måndag 19 januari 2009 19:00 Eskilstuna Isstadion | Sverige – Kazakstan 4–3 (0–2)                                                                                         |
| Måndag 19 januari 2009 19:00 Eskilstuna Isstadion | 0-1 A. Zagarskiy, 0-2 A. Kovalyov, 0-3 L. Bedarev, 1-3 J. Hedqvist, 2-3 J. Hedqvist, 3-3 P. Hellmyrs, 4-3 A. Östling. |

| Tisdag 20 januari 2009 13:00 ABB Arena | Vitryssland – Finland 1–12 (0–6) |
| Tisdag 20 januari 2009 13:00 ABB Arena | 0-1 J.Liukkonen, 0-2 S.Laakkonen, 0-3 M.Lukkarila, 0-4, R.Lindqvist, 0-5 M.Kumpuoja, 0-6 R.Lindqvist, 0-7 M.Lukkarila, 1-7 S.Cherneckiy, 1-8 R.Lindqvist, 1-9 K.Huotelin, 1-10 R.Lindqvist, 1-11 K.Huotelin, 1-12 S.Laakkonen. |

| Tisdag 20 januari 2009 16:30 ABB Arena | Ryssland – Kazakstan 13–2 (6–1) |
| Tisdag 20 januari 2009 16:30 ABB Arena | 1-0 I.Maksimov, 2-0 I.Maksimov, 3-0 E.Ivanushkin, 4-0 Y.Pogrebnoy, 4-1 Y.Loginov, 5-1 I.Maksimov, 6-1 E.Ivanushki, 7-1 P.Ryazantsev, 8-1 M.Sveshnikov, 9-1 E.Ivsnushkin, 9-2 V.Bronnikov, 10-2 A.Tukavin, 11-2 P.Rayzantsev, 12-2 P.Ryazantsev, 13-2 P.Ryazantsev. |

| Tisdag 20 januari 2009 19:00 Bergshamra IP | Sverige – Norge 15–3 (8–0) |
| Tisdag 20 januari 2009 19:00 Bergshamra IP | 1-0 P.Nilsson, 2-0 P.Nilsson, 3-0 C.Edlund, 4-0 P.Nilsson, 5-0 A.Östling, 6-0 J.Hedqvist, 7-0 A.Westh, 8-0 P.Nilsson, 9-0 P.Nilsson, 10-0 J.Hedqvist, 11-0 J.Hedqvist, 12-0 P.Nilsson, 13-0 J.Andersson, 14-0 A.Östling, 14-1 C.Lystad, 14-2 K.Johansen, 15-2 A.Östling, 15-3 J.Löland. |

| Onsdag 21 januari 2009 11:30 ABB Arena | Vitryssland – Norge 5–6 (4–3) |
| Onsdag 21 januari 2009 11:30 ABB Arena | 1-0 S.Cherneckiy, 2-0 E.Chvalko, 3-0 S.Cherneckiy, 3-1 C.Waaler, 4-1 S.Cherneckiy, 4-2 J.Löland, 4-3 P.Hanssen, 4-4 P.Hanssen, 4-5 P.Hanssen, 4-6 C.Lystadn, 5-6 E.Chvalko. |

| Onsdag 21 januari 2009 19:30 ABB Arena | Finland – Kazakstan 8–1 (4–1) |
| Onsdag 21 januari 2009 19:30 ABB Arena | 1-0 S.Laakkonen, 1-1 V.Bronnikov, 2-1 M.Kumpuoja, 3-1 S.Laakkonen, 4-1 S.Laakkonen, 5-1 A.Ekman, 6-1 S.Laakkonen, 7-1 M.Kumpuoja, 8-1 R.Lindqvist. |

| Onsdag 21 januari 2009 19:30 Zinkensdamms IP | Sverige – Ryssland 2–2 (1–2) 6–5 efter straffar                   |
| Onsdag 21 januari 2009 19:30 Zinkensdamms IP | 0-1 M.Sveshnikov, 0-2 M.Sveshnikov, 1-2 C.Edlund, 2-2 J.Hedqvist. |

| Torsdag 22 januari 2009 11:30 ABB Arena | Sverige – Vitryssland 13–3 (8–1) |
| Torsdag 22 januari 2009 11:30 ABB Arena | 1-0 P.Nilsson, 2-0 P.Nilsson, 3-0 J.Edling, 4-0 J.Hedqvist, 5-0 D.Jonsson, 6-0 S.Erixon, 7-0 P.Nilsson, 8-0 D.Berling, 8-1 D.Duben, 8-2 A.Zibarev, 9-2 J.Hedqvist, 10-2 J.Hedqvist, 11-2 P.Hellmyrs, 11-3 Y.Zenkov, 12-3 C.Edlind, 13-3 D.Välitalo. |

| Torsdag 22 januari 2009 17:00 ABB Arena | Kazakstan – Norge 7–2 (3–1) |
| Torsdag 22 januari 2009 17:00 ABB Arena | 1-0 V.Bronnikov, 2-0 A.Kurochkin, 2-1 J.Löland, 3-1 V.Bronnikov, 4-1 V.Bronnikov, 4-2 K.Johansen, 5-2 R.Issaliyev, 6-2 R.Issaliyev, 7-2 A.Zagarskiy |

| Torsdag 22 januari 2009 19:00 Studenternas IP | Ryssland – Finland 15–3 (6–2) |
| Torsdag 22 januari 2009 19:00 Studenternas IP | 1-0 E.Ivanushkin, 2-0 E.Ivanushkin, 3-0 E.Ivanushkin, 4-0 E.Ivanushkin, 5-0 D.Kriushenkov, 5-1 S.Laakkonen, 6-1 P.Ryazantsev, 6-2 M.Kumpuoja, 7-2 S.Obukhov, 8-2 P.Ryazantsev, 9-2 A.Kim, 10-2 S.Obukhov, 11-2 I.Maksimov, 12-2 E.Ivanushkin, 13-2 S.Obukhov, 14-2 S.Lomanov, 14-3 R.Lindqvist, 15-3 S.Lomanov |

## B-gruppen
| Lag           | M | V | O | F | GM | IM | +/- | P  |
| ------------- | - | - | - | - | -- | -- | --- | -- |
| USA           | 6 | 6 | 0 | 0 | 72 | 3  | +69 | 12 |
| Estland       | 6 | 5 | 0 | 1 | 29 | 24 | +5  | 10 |
| Kanada        | 6 | 4 | 0 | 2 | 38 | 17 | +21 | 8  |
| Lettland      | 6 | 3 | 0 | 3 | 13 | 23 | -10 | 6  |
| Nederländerna | 6 | 0 | 2 | 4 | 11 | 28 | -17 | 2  |
| Mongoliet     | 6 | 0 | 2 | 4 | 9  | 38 | -29 | 2  |
| Ungern        | 6 | 0 | 2 | 4 | 8  | 47 | -39 | 2  |

Matchtid: 2 x 30 minuter för B-gruppen.
| Onsdag 21 januari 2009 09:00 ABB Arena | Ungern – Mongoliet 1–1 (1–1) 2-0 efter straffar |
| Onsdag 21 januari 2009 09:00 ABB Arena | 1-0 A.Homenko, 1-1 B.Jargalsaikhan.             |

| Onsdag 21 januari 2009 09:00 Hakonplan | Nederländerna – Lettland 1–3 (1–0)                           |
| Onsdag 21 januari 2009 09:00 Hakonplan | 1-0 M.van Dinter, 1-1 E.Odinsh, 1-2 V.Adonevs, 1-3 V.Adonevs |

| Onsdag 21 januari 2009 11:30 Hakonplan | Estland – Kanada 4–3 (1–1)                                                                             |
| Onsdag 21 januari 2009 11:30 Hakonplan | 0-1 B.Ellement, 1-1 S.Lilla, 2-1 V.Titarenko, 3-1 S.Lilla, 4-1 A.Kuznetsov, 4-2 N.Dawson, 4-3 B.Davis. |

| Onsdag 21 januari 2009 14:00 Hakonplan | Ungern – USA 0–17 (0–8) |
| Onsdag 21 januari 2009 14:00 Hakonplan | 0-1 S.Nelson, 0-2 C.Preiss, 0-3 D.Richardson, 0-4 J.Felder, 0-5 C.Preiss, 0-6 M.Hosfield, 0-8 J.Keseley, 0-8 J.Keseley, 0-9 C.Preiss, 0-10 S.Arundel, 0-11 B.Palmer, 0-12 D.Richardson, 0-13 J.Keseley, 0-14 R.Haney, 0-15 B.Palmer, 0-16 B.Palmer, 0-17 C.Palmer. |

| Onsdag 21 januari 2009 14:30 ABB Arena | Mongoliet – Nederländerna 2–2 (1–0) 0-3 efter straffar            |
| Onsdag 21 januari 2009 14:30 ABB Arena | 1-0 B.Chernydev, 1-1 J.Kuhnen, 1-2 T.Hengst, 2-2 B.Jargalsaikhan. |

| Onsdag 21 januari 2009 17:00 ABB Arena | Lettland – Kanada 0–5 (0–1)                                                         |
| Onsdag 21 januari 2009 17:00 ABB Arena | 0-1 S.Landreville, 0-2 J.Neufeld, 0-3 S.Landreville, 0-4 N.Mazurak, 0-5 B.Ellement. |

| Onsdag 21 januari 2009 20:00 Hakonplan | Estland – USA 0–12 (0–4) |
| Onsdag 21 januari 2009 20:00 Hakonplan | 0-1 M.Hosfield, 0-2 S.Nelson, 0-3 B.Palmer, 0-4 R.Haney, 0-5 J.Keseley, 0-6 D.Richardson, 0-7 M.Sandberg, 0-8 M.Sandberg, 0-9 D.Richardson, 0-10 R.Haney, 0-11 C.Halden, 0-12 C.Preiss. |

| Torsdag 22 januari 2009 09:00 ABB Arena | Nederländerna – Estland 1–4 (0–0)                                                 |
| Torsdag 22 januari 2009 09:00 ABB Arena | 0-1 V.Titarenko, 0-2 M.Semjonov, 0-3 E.Plindiskins, 0-4 F.Svarogin, 1-4 R.Bögels. |

| Torsdag 22 januari 2009 09:00 Hakonplan | Mongoliet – Kanada 2–11 (1–4) |
| Torsdag 22 januari 2009 09:00 Hakonplan | 0-1 C.Cholakis, 0-2 B.Ellement, 0-3 M.Lahaie, 0-4 B.Gavrailoff, 1-4 N.Ganbat, 1-5 M.Lahaie, 1-6 B.Gavrailoff, 1-7 B.Gavrailoff, 1-8 K.Marchuk, 2-8 M.Davaadorj, 2-9 B.Ellement, 2-10 M.Lahaie, 2-11 B.Ellement. |

| Torsdag 22 januari 2009 14:00 Hakonplan | Ungern – Kanada 0–12 (0–8) |
| Torsdag 22 januari 2009 14:00 Hakonplan | 0-1 B.Ellement, 0-2 N.Mazurak, 0-3 J.Neufeld, 0-4 K.Marchuk, 0-5 N.Mazurak, 0-6 B.Davis, 0-7 B.Ellement, 0-8 B.Ellement, 0-9 B.Ellement, 0-10 B.Ellement, 0-11 B.Gavrailoff, 0-12 K.Marchuk. |

| Torsdag 22 januari 2009 14:30 ABB Arena | USA – Lettland 9–0 (7–0) |
| Torsdag 22 januari 2009 14:30 ABB Arena | 1-0 D.Richardson, 2-0 J.Arundel, 3-0 J.Keseley, 4-0 M.Sandberg, 5-0 D.Richardson, 6-0 S.Nelson, 7-0 M.Hosfield, 8-0 S.Nelson, 9-0 M.Sandberg. |

| Torsdag 22 januari 2009 16:30 Hakonplan | Mongoliet – Estland 1–4 (0–1)                                                 |
| Torsdag 22 januari 2009 16:30 Hakonplan | 0-1 V.Titarenko, 0-2 A.Kuznetsov, 1-2 N.Ganbat, 1-3 S.Lilla, 1-4 A.Kuznetsov. |

| Torsdag 22 januari 2009 20:00 ABB Arena | Ungern – Lettland 0–2 (0–0) |
| Torsdag 22 januari 2009 20:00 ABB Arena | 1-0 A.Banada, 2-0 K.Olte    |

| Torsdag 22 januari 2009 20:00 Hakonplan | Nederländerna – USA 1–9 (1–7) |
| Torsdag 22 januari 2009 20:00 Hakonplan | 0-1 S.Nelson, 0-2 M.Hosfield, 0-3 J.Keseley, 1-3 S.Heinsbroek, 1-4 B.Palmer, 1-5 M.Sandberg, 1-6 M.Hosfield, 1-7 R.Haney, 1-8 J.Keseley, 1-9 B.Palmer |

| Fredag 23 januari 2009 09:00 Hakonplan | Nederländerna – Kanada 2–6 (1–1)                                                                                           |
| Fredag 23 januari 2009 09:00 Hakonplan | 0-1 C.Cholakis, 1-1 T.Hengst, 2-1 M.Van Dinter, 2-2 B.Ellement, 2-3 B.Ellement, 2-4 M.Lahaie, 2-5 N.Dawson, 2-6 C.Cholakis |

| Fredag 23 januari 2009 09:00 ABB Arena | USA – Mongoliet 16–1 (8–0) |
| Fredag 23 januari 2009 09:00 ABB Arena | 1-0 J.Keseley, 2-0 J.Keseley, 3-0 M.Hosfield, 4-0 J.Keseley, 5-0 B.Palmer, 6-0 J.Felder, 7-0 M.Hosfield, 8-0 S.Nelson, 9-0 D.Richardson, 10-0 D.Richardson, 11-0 B.Palmer, 12-0 J.Keseley, 13-0 M.Hosfield, 14-0 S.Nelson, 14-1 T.Bayasgalan, 15-1 S.Nelson, 16-1 J.Keseley |

| Fredag 23 januari 2009 11:30 ABB Arena | Ungern – Estland 3–11 (0–7) |
| Fredag 23 januari 2009 11:30 ABB Arena | 0-1 S.Pankov, 0-2 S.Lilla, 0-3 S.Pankov, 0-4 F.Svarõgin, 0-5 V.Titarenko, 0-6 A.Kuznetsov, 0-7 A.Kuznetsov, 1-7 A.Kordisz, 2-7 A.Kordisz, 3-7 P.Takács, 3-8 S.Pankov, 3-9 F.Svarõgin, 3-10 D.Kudrjavtsev, 3-11 M.Semjonov |

| Fredag 23 januari 2009 13:00 Hakonplan | Mongoliet – Lettland 2–4 (0–2)                                                                      |
| Fredag 23 januari 2009 13:00 Hakonplan | 0-1 A.Banada, 0-2 E.Karklinsh, 0-3 A.Banada, 1-3 T.Bayasgalan, 2-3 B.Jargalsaikhan, 2-4 G.Gayevskis |

| Fredag 23 januari 2009 17:00 Hakonplan | Ungern – Nederländerna 4–4 (3–0) 3-1 efter straffar                                                    |
| Fredag 23 januari 2009 17:00 Hakonplan | 1-0 G.Nagy, 2-0 P.Takács, 3-0 A.Kordisz, 3-1, 3-2 L.Lieskamp, 4-2 N.Fekecs, 4-3 J.Kuhnen, 4-4 T.Hengst |

| Fredag 23 januari 2009 18:00 ABB Arena | USA – Kanada 9–1 (3–0) |
| Fredag 23 januari 2009 18:00 ABB Arena | 1-0 M.Hosfield, 2-0 B.Palmer, 3-0 D.Richardson, 3-1 B.Ellement, 4-1 J.Keseley, 5-1 D.Richardson, 6-1 J.Keseley, 7-1 M.Hosfield, 8-1 C.Preiss, 9-1 J.Arundel |

| Fredag 23 januari 2009 20:00 Hakonplan | Estland – Lettland 6–4 (3–3) |
| Fredag 23 januari 2009 20:00 Hakonplan | 1-0 A.Kuznetsov, 1-1 G.Gayevskis, 1-2 A.Banada, 2-2 S.Lilla, 2-3 V.Adonevs, 3-3 V.Titarenko, 4-3 S.Lilla, 5-3 V.Titarenko, 5-4 K.Kudryavtsevs, 6-4 V.Titarenko |

## Placeringsmatcher
Match om 2:a plats B-gruppen
| Lördag 24 januari 2009 09:00 ABB Arena | Estland – Kanada 0–4 (0–2)                                       |
| Lördag 24 januari 2009 09:00 ABB Arena | 0-1 B.Ellement, 0-2 N.Dawson, 0-3 B.Gavrailoff, 0-4 B.Gavrailoff |

Match om 6:e plats B-gruppen
| Lördag 24 januari 2009 09:00 Hakonplan | Ungern – Mongoliet 2–9 (2–2) |
| Lördag 24 januari 2009 09:00 Hakonplan | 0-1 N.Ganbat, 1-1 A.Homenko, 1-2 T.Bayasgalan, 2-2 A.Homenko, 2-3 B.Chernyaev, 2-4 T.Bayasgalan, 2-5 B.Jargalsaikhan, 2-6 M.Davaadorj, 2-7 B.Jargalsaikhan, 2-8 N.Ganbat, 2-9 M.Davaadorj |

Match om 4:e plats B-gruppen
| Lördag 24 januari 2009 12:00 Hakonplan | Lettland – Nederländerna 3–2 (1–2)                                          |
| Lördag 24 januari 2009 12:00 Hakonplan | 0-1 T.Hengst, 0-2 M.Van Dinter, 1-2 V.Adonevs, 2-2 A.Banada, 3-2 R.Glazkovs |

## Slutspel
|  | Semifinal | Semifinal |   |         | Final | Final |  |  |  |  |
|  |           |           |   |         |       |       |  |  |  |  |
|  | Sverige   | 8         |   |         |       |       |  |  |  |  |
|  | Kazakstan | 3         |   |         |       |       |  |  |  |  |
|  | Kazakstan | 3         |   | Sverige | 6     |       |  |  |  |  |
|  |           |           |   | Sverige | 6     |       |  |  |  |  |
|  |           | Ryssland  | 1 |         |       |       |  |  |  |  |
|  | Ryssland  | Ryssland  | 1 | 10      |       |       |  |  |  |  |
|  | Ryssland  |           |   | 10      |       |       |  |  |  |  |
|  | Finland   | 4         |   |         |       |       |  |  |  |  |

### Semifinaler
| Lördag 24 januari 2009 15:30 ABB Arena | Sverige – Kazakstan 8–3 (5–3) |
| Lördag 24 januari 2009 15:30 ABB Arena | 1-0 M.Bergwall, 1-1 R.Issaliyev, 2-1 D.Berlin, 3-1 D.Mossberg, 3-2 V.Bronnikov, 4-2 A.Westh, 4-3 A.Kovalyov, 5-3 P.Nilsson, 6-3 J.Hedqvist, 7-3 P.Nilsson, 8-3 J.Hedqvist |

| Lördag 24 januari 2009 19:00 ABB Arena | Ryssland – Finland 10–4 (5–0) |
| Lördag 24 januari 2009 19:00 ABB Arena | 1-0 A.Tukavin, 2-0 S.Lomanov Jr, 3-0 S.Obuchov, 4-0 A.Tukavin, 5-0 I.Maximov, 6-0 S.Lomanov Jr, 6-1 S.Laakkonen, 6-2 V.Aaltonen, 6-3 S.Laakkonen, 6-4 M.Aarni, 7-4 M.Sveshnikov, 8-4 I.Maximov, 9-4 P.Ryazantsev, 10-4 P.Ryazantsev |

### Kval till A-gruppen
| Söndag 25 januari 2009 09:00 Hakonplan | Vitryssland – USA 3–1 (1–1)                                          |
| Söndag 25 januari 2009 09:00 Hakonplan | 1-0 E.Chvalko, 1-1 D.Richardson, 2-1 V.Bogdanovich, 3-1 S.Cherneckiy |

### Bronsmatch
| Söndag 25 januari 2009 12:00 ABB Arena | Kazakstan – Finland 5–7 (3–3) |
| Söndag 25 januari 2009 12:00 ABB Arena | 0-1 P.Lampinen, 0-2 S.Laakkonen, 1-2 Y.Loginov, 2-2 Y.Loginov, 2-3 R.Lindqvist, 3-3 Y.Loginov, 3-4 S.Laakkonen, 3-5 M.Lukkarila, 4-5 V.Bronnikov, 5-5 A.Zagarskiy, 5-6 A.Ekman, 5-7 S.Niskanen |

### Final
| Söndag 25 januari 2009 15:30 ABB Arena | Sverige – Ryssland 6–1 (1–1)                                                                                   |
| Söndag 25 januari 2009 15:30 ABB Arena | 0-1 M.Svesjnikov, 1-1 M.Bergwall, 2-1 J.Hedqvist, 3-1 A.Östling, 4-1 P.Nilsson, 5-1 P.Hellmyrs, 6-1 M.Bergwall |

## Slutplaceringar
B-gruppen inräknad
| Pl. | Lag           | M | GM | IM | P  |
| --- | ------------- | - | -- | -- | -- |
| 1.  | Sverige       | 7 | 56 | 16 | 13 |
| 2.  | Ryssland      | 7 | 74 | 19 | 11 |
| 3.  | Finland       | 7 | 40 | 48 | 8  |
| 4.  | Kazakstan     | 7 | 28 | 47 | 4  |
| 5.  | Norge         | 5 | 11 | 51 | 2  |
| 6.  | Vitryssland   | 6 | 19 | 53 | 2  |
| 7.  | USA           | 7 | 73 | 6  | 12 |
| 8.  | Kanada        | 7 | 42 | 17 | 10 |
| 9.  | Estland       | 7 | 29 | 28 | 10 |
| 10. | Lettland      | 7 | 16 | 25 | 8  |
| 11. | Nederländerna | 7 | 13 | 30 | 2  |
| 12. | Mongoliet     | 7 | 17 | 49 | 4  |
| 13. | Ungern        | 7 | 10 | 56 | 2  |

## Statistik
Statistiken avser skytte- och fairplayligan i världsmästerskapet 2009.

### Skytteliga A-Gruppen
| Plac. | Spelare              | M  |
| ----- | -------------------- | -- |
| 1     | Joakim Hedqvist      | 14 |
| 1     | Jevgenij Ivanusjkin  | 14 |
| 3     | Pavel Rjazantsev     | 13 |
| 3     | Patrik Nilsson       | 13 |
| 3     | Sami Laakkonen       | 13 |
| 6     | Sergej Obuchov       | 12 |
| 7     | Sergej Lomanov Jr    | 9  |
| 7     | Vjatjeslav Bronnikov | 9  |
| 9     | Ivan Maximov         | 7  |
| 9     | Michail Svesjnikov   | 7  |
| 9     | Rasmus Lindqvist     | 7  |

### Skytteliga B-Gruppen
| Plac. | Spelare             | Mål |
| ----- | ------------------- | --- |
| 1     | Brandon Ellement    | 14  |
| 1     | Jon Keseley         | 14  |
| 3     | Daren Richardson    | 11  |
| 4     | Michael Hosfield    | 10  |
| 5     | Brent Palmer        | 9   |
| 6     | Steve Nelson        | 8   |
| 7     | Vasilij Titarjenko  | 7   |
| 8     | Simon Lilla         | 6   |
| 8     | Aleksandr Kuznetsov | 6   |
| 8     | Brett Gavrailoff    | 6   |

### Fairplayligan Grupp A
| Plac. | Antal utvisningsminuter | Lag         |
| ----- | ----------------------- | ----------- |
| 1     | 120                     | Sverige     |
| 2     | 145                     | Finland     |
| 3     | 165                     | Kazakstan   |
| 4     | 185                     | Vitryssland |
| 5     | 245                     | Ryssland    |
| 6     | 300                     | Norge       |

### Fairplayligan Grupp B
| Plac. | Antal utvisningsminuter | Lag           |
| ----- | ----------------------- | ------------- |
| 1     | 75                      | Kanada        |
| 2     | 90                      | Mongoliet     |
| 3     | 128                     | USA           |
| 4     | 129                     | Nederländerna |
| 5     | 150                     | Ungern        |
| 5     | 150                     | Estland       |
| 7     | 219                     | Lettland      |

## TV-sändningar

### FIB TV-bolag
- TF1 SA; Eurosport 2, Eurosport Asia
- Sverige; SVT
- Finland; YLE FST [4]

- Eurosport 2 sänds i 46 länder och i 11 av dem används lokalt språk
- Eurosport Asia Pacific sänds i 10 asiatiska länder : Japan, Malaysia, Kina, Hongkong, Filippinerna, Australien, Nya Zeeland, Thailand, Singapore, Indonesien

### Sveriges Televisions sändningar
Mätarsiffror visar att Sveriges Televisions sändningar från Sveriges matcher i turneringen totalt sågs av 2,4 miljoner tittare. Finalen drog i snitt 665 000 tittare, att jämföra med finalen i 2008 års turnering som lockade 280 000 tittare. 